# José Carrera Cejudo
José Carrera Cejudo (Madrid, 1893 - 1983) fou un enginyer i polític espanyol, alcalde de Sòria i governador civil de Lleida durant el franquisme.
Enginyer forestal i llicenciat en dret, durant la Segona República Espanyola va militar a la CEDA i durant la guerra civil espanyola va donar suport al bàndol revoltat lluitant en la batalla de Terol com a oficial d'enginyers. En acabar la guerra civil fou nomenat alcalde de Sòria i el 1940-1941 fou president de la Diputació Provincial de Sòria. Després fou Delegado de Zona del Sindicato Nacional de Madera. El juny de 1945 fou nomenat governador civil de Lleida, càrrec que va ocupar fins a octubre de 1951. El seu perfil, però, el feia més proper a la dreta conservadora espanyola que a FET y de las JONS, raó per la qual aquest va aprofitar les seves bones relacions amb els interessos empresarials locals per vincular-lo amb l'estraperlo. També fou president del Lérida Balompié i va intentar frenar la influència del Caliu Ilerdenc. Deixà el càrrec quan fou nomenat Director General de Montes el setembre de 1951. En març de 1952 va deixar el càrrec. El 1958 fou nomenat president de l'Associació d'Enginyers Forestals i el 1960 de l'Institut de l'Enginyeria d'Espanya, càrrec que va exercir fins 1961. També fou procurador en Corts entre desembre de 1959 i desembre de 1960.